# Lagoa Funda das Lajes
Lagoa Funda (portugiesisch für „tiefer See“, auch Caldeira Funda) ist ein Kratersee im zentralen Bergland im Südwesten der portugiesischen Azoren-Insel Flores, der zum Kreis Lajes das Flores gehört.
Der See liegt im Naturschutzgebiet Reserva Natural das Caldeira Funda e Rasa. Er ist Teil der Sete Lagoas („Sieben Seen“), die alle im Hochland von Flores liegen und in Vulkankratern entstanden sind. Unmittelbar benachbart ist im Nordwesten der kleinere, aber 150 m höher liegende See Lagoa Rasa, ebenfalls in einer Caldeira. Die anderen fünf Seen von Sete Lagoas heißen Lagoa Branca, Lagoa Comprida, Lagoa Funda (gleichnamiger See, auch Lagoa Negra genannt), Lagoa da Lomba und Lagoa Seca.
Der See mit seinen steilen Rändern ist 22 m tief und zirka 35 Hektar groß. Er liegt auf einer Höhe von etwa 400 m und wird neben anderen Zuflüssen gespeist durch den Wasserfall des Ribeira Funda.
Die Umgebung ist geprägt durch üppige Vegetation mit Resten des Laurisilva.